# 盧世揚
盧世揚，字抑之，河南省陳州府扶溝縣人，清朝政治人物。
崇禎十三年（1640年），登庚辰科進士，任徽宁兵备道。